# ويليام هارفي جيبسون
ويليام هارفي جيبسون (بالإنجليزية: William Harvey Gibson)‏ هو محامي وضابط أمريكي، ولد في 16 مايو 1821 في Cross Creek Township, Ohio ‏ في الولايات المتحدة، وتوفي في 22 نوفمبر 1894 في تيفين في الولايات المتحدة.